# 土佐電気鉄道
土佐電気鉄道株式会社（とさでんきてつどう）とは、かつて高知県高知市にあった路面電車と、路線バスを運営していた会社である。2014年10月1日より、高知県交通・土佐電ドリームサービスとともにとさでん交通株式会社へ事業統合した。専ら地元では土電（とでん）と呼ばれていた。県外では土佐電鉄、また（東京）都電と区別するため鉄道関係雑誌などでは土佐電と呼ばれることが多かった。高知県は、土佐電鉄以外に電化路線が存在しないため、｢電車｣と呼ばれることも多い。
以下に記す鉄道・軌道事業・バス事業についての内容はとさでん交通への移管直前の2014年9月30日時点のものである。

## 移管直前の企業の概要
軌道事業（路面電車）として高知市内および吾川郡いの町内（日本の軌道業者で唯一郡部への乗り入れを行っていた。）で伊野線・後免線・桟橋線の3つの路線を、高知県内を中心としたエリアで路線バス・高速バス・貸切バスをそれぞれ運営していた。路面電車の3路線は、はりまや橋停留場で交差しており、総延長は25.3kmで、広島電鉄に次ぐ（宮島線を除けば日本最大）規模の路線を有する。市内中心部と東西の郊外を直接結んでおり、電車の運転頻度も比較的高いため、利用しやすい。かつては後免 - 安芸間の鉄道線（安芸線）も運営していたが、車社会の進展と国鉄阿佐線（現在一部が土佐くろしお鉄道ごめん・なはり線・阿佐海岸鉄道阿佐東線として開業）の建設のため1974年に廃止された。
利用者獲得・利便性向上のためパークアンドライドによるマイカーと公共交通機関の共存、電車・バスが同一ホームで乗り換え可能なように改修、老朽化した駅舎の建替に合わせたコンビニエンスストアの併設し、地元のコンビニエンスストアスリーエフと提携し定期券の継続手続きを行うなどの努力を行い、鉄道事業に限ればほぼ収支は均衡していた。ただ、利用者は1960年前後をピークとして減り続けている。
1969年からは日立製作所と日産自動車が最初のスポンサーとなり、長崎電気軌道に次いで日本で2番目となる電車車体の全面広告を開始した。当初は試験的な意味合いが強く、その後一時中断したものの、1978年から本格的に導入。広告電車を運行する企業はそれをさらに会社パンフレットなどの広報に使うこともあり、ゲーム会社ハドソンは桃太郎電鉄シリーズを広告するため600形電車（622号）を利用した電車を1994年から1999年まで運行、さらにそれを日本全国に流すテレビCMにも利用した。最近では、2005年3月5日から6月17日まで放送されたポカリスエットのテレビCMにて、走る女子高生（演じていたのは綾瀬はるか）に併走する形で全面をポカリスエットの広告でラッピングした600形電車（630号）が登場した。2005年12月17日には名古屋鉄道から購入したモ590形電車が運行を開始した。
日本の地方鉄道の常として、通学利用客が横這いなのに対して通勤利用が著しく減少し、高齢者や身障者、車を持たない主婦の買い物などの利用に偏っている。今後、少子化による通学定期利用者の減少は避けられず、軌道の経営は苦しくなると予想されているが、同時に高齢化のため、公共交通の維持が一層求められるという矛盾が生じることとなる。このため、かねてから高知県や高知市では土電に対して公金をもっての支援を検討しており、県民の理解度を調査してきた。市民からは学生や高齢者を中心に存続を求める声が多く、この公的支援によりとさでん交通が設立されることになる。
会社では存続のための話題作りとして、ドイツ・シュトゥットガルト市電を始めとする日本国外の路面電車を1990年から購入・運行したり、2002年には超低床電車「ハートラム」の導入などを実施した。しかし外国電車も導入当初の話題性が薄れると1994年の910形を最後に中断となり、さらなる経営環境の悪化から2005年の2000形2003号を最後に新造車の導入も中断されていた。
このような状況下、将来性が見込めないとして、1990年代に土佐電気鉄道と高知県交通の2社は高知県下を二分してきたバス事業について一元化し、経営統合する構想が持ち上がった。しかし当時は資金調達の面で両社間の調整が付かず、持ち越しとなっていた。
2001年8月にはバス事業の経営効率化を目的として、100%子会社の土佐電ドリームサービスを設立、南国市を中心とした路線の一部を同社へ移管した。
長期間に亘り膠着状態となっていた一元化問題が解決する転機となったのは、2013年3月に土佐電気鉄道の社長が元暴力団関係者と関係を持っていたことを理由に辞任した不祥事が発生したことである。この一件を契機に、高知県の公共交通のあり方について検討を行う「中央地域公共交通再構築検討会」が立ち上がった。
この検討会において、土佐電気鉄道・高知県交通の2社合計で借入金の金額が約75億円、かつ約35億円の債務超過状態にあり、今後経営を維持していくのは非常に困難であることが明らかとなる。そして公共交通を維持していくためにも、2社のバス事業のみならず軌道事業も含めた土佐電気鉄道全体、そして同社の子会社である土佐電ドリームサービスをも含めた3社の事業分離を行うのが望ましいとの結論に達した。
新会社には高知県が50%、高知市（35%）を筆頭に県内の市町村が50%を出資し、事実上の公企業（第三セクター）として再出発することになった。そして当初の予定通り、2014年10月1日共同分割方式により新会社とさでん交通が設立され3社は経営統合した。その後、2018年（平成30年）2月28日に特別清算終結が決定。同年3月27日にその決定が確定し、土佐電気鉄道は名実ともに消滅した。

## 沿革
- 1903年（明治36年）7月8日 高知市本町9番屋敷に（旧）、創業者の川崎幾三郎が土佐電気鉄道株式会社を設立[8]。
- 1904年（明治37年）5月2日 本町線 堀詰 - 乗出（現在のグランド通）間、潮江線 梅ノ辻 - 桟橋（現在の桟橋車庫前）間が開業。
- 1906年（明治39年）
  - 6月30日 土佐電気株式会社を合併。
  - 7月9日 本店を高知市中島町264番地に移転。
  - 7月25日 目的に「電灯ヲ点火シ及電力ヲ供給シ其料金ヲ収得スル事」を追加。
- 1907年（明治40年）2月23日 目的を「電気鉄道并ニ自働車ニ依リ旅客ノ搭載及荷物ノ運送」、「桟橋業」、「電力点火及電力供給」に変更。
- 1908年（明治41年）
  - 2月20日 伊野線が全通。
  - 10月27日 本店を高知市本町331番地に移転。
- 1918年（大正7年）1月23日 目的に「炭火石灰製造販売」を追加。
- 1920年（大正9年）1月8日 高知県長岡郡後免町38番イ地に高知鉄道株式会社設立。
- 1922年（大正11年）8月1日 （旧）土佐電気鉄道株式会社が土佐水力電気株式会社と合併、土佐電気株式会社を設立。このため（旧）土佐電気鉄道株式会社は解散。
- 1924年（大正13年）
  - 8月25日 高知鉄道本店を高知市堺町19番地のイに移転。
  - 12月8日 高知鉄道が後免町 - 手結間を開業。
- 1925年（大正14年）2月21日 土佐電気 後免線が全通。
- 1926年（大正15年）7月30日 高知鉄道本店を高知県長岡郡大篠村大埇甲1217番7に移転。
- 1929年（昭和4年）7月30日 高知鉄道本店を高知市堺町29番地イに移転。
- 1930年（昭和5年）4月1日 高知鉄道 後免 - 安芸間が全通。
- 1931年（昭和6年）
  - 8月1日 高知市東唐人町26番地1に株式会社高知バスを設立。
  - 11月11日 土佐乗合自動車合資会社の事業を引き継ぐため高知市堺町31番地に土佐バス株式会社設立。
- 1932年（昭和7年）7月8日 高知鉄道本店を高知県長岡郡大篠村大埇甲1212番地に移転。
- 1935年（昭和10年）7月1日 高知駅前-高知港新岸壁間の無軌条式電車事業免許を県知事に申請（却下）[9]。
- 1936年（昭和11年）8月1日 高知市の町名・地番変更により土佐電気本店の所在地が高知市本町331番地から高知市本町80番地に、土佐バス本店を高知市堺町29番地のイから高知市堺町36番地に変更。
- 1941年（昭和16年）
  - 7月12日 高知鉄道株式会社が土佐電気の軌道部門と土佐バス株式会社を合併。土佐交通株式会社に商号変更。本店を高知市堺町36番地に移転。
- 1942年（昭和17年）
  - 4月1日 土佐電気が配電統制令に基づき電気部門を四国配電株式会社に譲渡、持株会社化。
  - 5月20日 土佐電気本店を高知市堺町36番地に移転。
  - 6月26日 土佐電気株式会社が合同興業株式会社に商号変更。
- 1944年（昭和19年）
  - 2月15日 土佐交通が野村産業株式会社（高知県交通の前身で現在の高知福山通運）等から安芸線（バス）、野市・龍河洞線、前浜線等を買収。
  - 6月30日 合同興業株式会社が大阪市の東邦鉄工株式会社を合併、商号を南海鍛圧機株式会社に変更。
  - 11月1日 南海鍛圧機本店を高知市種崎町83番地に移転。
- 1945年（昭和20年）5月27日 土佐交通本店を高知市浦戸町1番地に移転
- 1946年（昭和21年）4月25日 南海鍛圧機本店を高知市知寄町三丁目25番地に移転。
- 1947年（昭和22年）9月5日 南海鍛圧機本店を高知市浦戸町1番地に移転。
- 1948年（昭和23年）
  - 6月3日 南海鍛圧機株式会社が土佐交通株式会社を合併し、土佐電気鉄道株式会社に商号変更。
  - 11月 桟橋通五丁目より諸木、西分、弘岡中を経て新川へ至る鉄道路線の敷設免許を申請[10]。
- 1949年（昭和24年）
  - 4月5日 鉄道 安芸線電化の資金調達のため日本で最初の転換社債を発行（い号募集額2500万円で発行価額100円、額面2500円、5000円、10000円の三種）。
  - 7月20日 鉄道 安芸線 全線電化完成。
- 1950年（昭和25年）4月 軌道 初のボギー車（201 - 205号）運行開始。
- 1952年（昭和27年）3月1日 市内均一運賃制度を導入。
- 1953年（昭和28年）6月25日 軌道 全車両の集電装置をビューゲル化。
- 1954年（昭和29年）
  - 7月5日 軌道・鉄道 高知市内 - 安芸線（蛍橋 - 手結間）直通運転開始。
  - 7月19日 軌道 新地線が廃止。
  - 10月1日 航空部新設。極東航空（現在の全日本空輸）の代理店となる。
- 1956年（昭和31年）
  - 4月21日 鏡川橋に自社初の無人変電所を新設。
  - 5月5日 バス 室戸岬・甲浦線、国立病院線運行開始。
  - 7月23日 バス 久礼野線運行開始。
- 1957年（昭和32年）
  - 4月1日 日本航空代理店となる。
  - 4月21日 電車車庫を宝永町から知寄町に移転。市内電車の折り返しを（旧）知寄町車庫前から知寄町車庫前（現在の知寄町）に変更。
  - 6月7日 若松町工場製ボギー電車（601号）完成。
- 1958年（昭和33年）8月 資金難を理由に1948年の鉄道敷設免許申請取り下げ[10]。
- 1963年（昭和38年）10月15日 はりまや交差点内の軌道ポイントが自動化される。
- 1965年（昭和40年）4月1日 資本金を3億3000万円に増資。
- 1969年（昭和44年）2月23日 全国で2番目となる車体広告電車運行開始[11]。
- 1970年（昭和45年）8月21日 台風10号により知寄町車庫の電車49両、バス122両が水没するなど被害は2億円[12]
- 1971年（昭和46年）3月21日 資本金を6億6000万円に増資。
- 1972年（昭和47年）7月1日 高知市北街地区の住居表示の実施に伴い本店所在地が高知市浦戸町1番地から高知市はりまや町一丁目5番35号となる。
- 1974年（昭和49年）
  - 4月1日 鉄道 安芸線廃止[13]。並行する路線バスを大幅増便する。
  - 11月28日 日本鉄道建設公団との間に鉄道用地売却について正式調印114,302m215億4713万円[12]。
- 1979年（昭和54年）5月7日 本店を高知市東雲町1番36号に移転。
- 1980年（昭和55年）6月28日 200形電車2両の冷房改造が竣工。
- 1984年（昭和59年）12月6日 開業80周年記念で7形電車を復元し運行開始。翌1985年（昭和60年）に「維新号」と命名。
- 1987年（昭和62年）
  - 5月25日 本社移転に先立ちバス部門が高知市桟橋通五丁目1番1号に移転。
  - 5月26日 バス ダイヤ改正。桟橋移転に伴い知寄町車庫起点の便を桟橋車庫起点に変更。ただし、一部の路線の上り便の一部を知寄町・鏡川大橋経由桟橋車庫行きとなる（この系統の行先表示は従来通り「知寄町」行きとし、途中停留所で「桟橋車庫」行きに切り替える。）。
  - 12月1日 本社・車庫を神戸製鋼所高知工場跡地の桟橋通4・5丁目に移転。
- 1990年（平成2年）8月8日 外国型電車運行開始。
- 1993年（平成5年）
  - 1月8日 電車 運賃改定。市内均一区間を鏡川橋 - 知寄町三丁目間に縮小し同区間の運賃を170円から180円に値上げ。
  - 1月10日 外国型電車の保存活動に対し、鉄道友の会からグローリア賞が授与される。
  - 11月1日 バス 運賃改定。市内均一区間を180円から190円に値上げ。
- 1995年（平成7年）11月10日 バス 旧安芸駅の営業を終了。翌日より窓口業務等を高知県交通安芸出張所に委託。
- 1997年（平成9年）12月19日 桟橋線・潮江橋（はりまや橋 - 梅の辻間）以北のセンターポール化工事が完成。
- 1998年（平成10年）4月10日 バス 高知女子大線開業。
- 1999年（平成11年）
  - 5月1日 バス 西バイパス線開業。行川線・介良線・介良・後免線廃止。
  - 9月1日 軌道 桟橋線で昼間100円の割引運賃を実施（2005年10月31日で終了）。
- 2000年（平成12年）
  - 6月23日 2000形電車運行開始。
  - 12月21日 バス イオン高知線開業。それに伴い東秦泉寺線を廃止、桜ヶ丘団地線で経路変更。
- 2001年（平成13年）4月1日 高知駅前電停をJR四国高知駅の駅前ロータリーへ移設。
- 2002年（平成14年）
  - 3月29日 バス白木谷線廃止。
  - 4月1日 100%子会社の土佐電ドリームサービスが営業開始。後免・久枝線、後免・高知医大線、植田線を本体から引き継ぐ。同時に竹林寺線・久礼野線を廃止し各路線で系統数を削減。
  - 4月15日 連節式超低床電車「ハートラム」の運行を開始（営業運転は翌日から）。
  - 7月1日 土佐くろしお鉄道ごめん・なはり線開業に対抗し、路線バス安芸線の一部区間で運賃値下げを実施。
  - 10月1日 バス 西川線廃止。
- 2004年（平成16年）
  - 5月2日 開業100周年。この日に限り、軌道全線100円均一の特別運賃を設定する。
  - 10月1日 バス 野市・龍河洞線廃止。
  - 10月22日 土佐電鉄の共催により、第7回全国路面電車サミットを高知市で開催（ - 24日）。期間中の23日、はりまや橋周辺で外国型電車5編成（6両）のパレード走行を実施。
- 2005年（平成17年）
  - 4月1日 軌道 はりまや橋付近の交差点改良。桟橋線高知駅方面から伊野線への右折線を設置。
  - 10月1日 バス 新改線廃止。室戸岬線・安芸線の運行を、土佐電ドリームサービスへ移管。
  - 11月11日 高知西武跡地再開発事業に伴い、土電バスターミナルを閉鎖。
- 2006年（平成18年）
  - 4月1日 軌道線の平日・休日ダイヤを統一。
  - 8月1日 会社法第440条の規定により決算公告を廃止。
  - 7月28日 資本金を4億9500万円に減資。
  - 8月28日 コンビニチェーン「スリーエフ中四国」と提携し、沿線のスリーエフ店舗（一部を除く）で電車・バス定期乗車券継続購入の取り扱いを開始する。
  - 10月1日 高知県交通との共通回数券（電車専用、特殊型を除く）にて両社系列の土電ハイヤー、県交ハイヤーの料金支払いが可能になった。
- 2007年（平成19年）1月10日 14年ぶりに電車運賃改定。市内均一運賃を180円から190円に値上げした一方、市内均一区間を知寄町3丁目 - 鏡川橋間から介良通 - 曙町東町間に拡大し、整理券番号0から8番までの9区制から1から7番までの7区制に変更。また、運賃の上限を500円から450円とする。
- 2008年（平成20年）
  - 3月1日 子会社の株式会社土佐電トラベルサービスを合併。
  - 4月 毎月第一日曜日を「電車全線100円の日」として現金に限り全線を一乗車100円で乗車できるサービスを2010年3月まで実施（当初2009年3月まで）。
- 2009年（平成21年）
  - 1月25日 高知県交通、両社の子会社の一部と共同でIC乗車カード「ですか」を導入。
  - 2月15日 高知県交通の運賃値上げに伴い、同社と並走する区間でバス運賃の値上げを実施。
  - 10月1日 バス前浜・パークタウン線の桟橋発着系統をはりまや橋発着に縮小。
  - 11月1日 バスダイヤ改正。これに伴い「旭駅通」停留所を「旭駅前通」に改称。
- 2010年（平成22年）7月2日 土電ブランド戦略スタート。広報資料によると新ロゴマークとスローガン「ずっと高知で。もっと愛される明日へ。」を掲げ、今後は車両デザインも変更される予定。
- 2012年（平成24年）
  - 10月1日 バス ダイヤ改正で神母木線と山田・龍河洞線を統合。
  - 11月1日 6年7か月ぶりに電車のダイヤ改正を行ない昼間時間帯を中心に大幅に減便[14]。
- 2013年（平成25年）
  - 3月25日 竹本昭和社長が、暴力団元組長と関わりがあると発言したことの責任を取り辞表提出[15]。
  - 4月13日 竹本昭和社長が暴力団との関係に言及した問題をめぐり、同日開催された臨時取締役会で西岡寅八郎会長と竹本社長の辞任が決定。当面、会長・社長職は空席としたうえで、川竹昭夫専務が代表取締役に就任し、経営の指揮を執る[16]。
- 2014年（平成26年）
  - 1月24日 この日の臨時株主総会で高知県OBの片岡万知雄が新社長に就任。
  - 4月1日 バス・電車運賃改定。バス・電車とも市内均一運賃区間運賃は200円に値上げ。
  - 6月3日 高知県交通・土佐電ドリームサービスと2014年10月1日までに統合し新事業会社を設立した一か月後に解散し、特別清算に移行する事で合意。
  - 8月13日 新事業会社名がとさでん交通株式会社に決定。
  - 10月1日 高知県交通・土佐電ドリームサービスと経営統合し、共同分割方式により中央地域公共交通準備株式会社（同日中にとさでん交通株式会社に商号変更）を設立。
  - 11月1日 存続期間満了に伴い解散。清算会社となる。
- 2015年（平成27年）3月11日 高知地方裁判所の命令により、特別清算開始。
- 2018年（平成30年）
  - 2月28日 高知地方裁判所民事部により特別清算終結が決定。
  - 3月27日 特別清算終結の決定が確定し会社は消滅。

## 鉄道・軌道事業

### 路線

#### 営業路線
以下の3路線は、2014年10月1日からとさでん交通に継承された。
- 伊野線
- 後免線
- 桟橋線

これらの路線にはトンネルが全くない。
各地に向かう最終電車の行き先表示にはLED方式では「（最終）○○」と表示され、幕布式の場合は赤地に白文字で表示された。

#### 廃止路線
以下の2路線は土佐電気鉄道時代に廃止された。
- 安芸線（鉄道線）
- 新地線（現知寄町付近）

### 車両

#### 在籍車両
2014年9月30日時点で在籍していた車両は以下の通り。翌10月1日付で実施されたとさでん交通への経営統合に伴い、全車両が同社に承継された。
- 100形（ハートラム） - 1編成（101）
- 200形 - 15両（201, 202, 204 - 214, 216, 221）
- 590形（元名鉄美濃町線） - 2両（591, 592）
- 600形 - 31両（601 - 631）
- 700形（元山陽電気軌道） - 3両（701 - 703）
- 800形（元山陽電気軌道） - 4両（801 - 804）
- 1000形（西日本鉄道331形の機器流用車） - 2両 （1001, 1002）
- 2000形（200形の機器流用車） - 3両（2001 - 2003）
- 7形（維新号）
- 198形（元ノルウェー・オスロ市電198号→299号）[17]
- 320形（元オーストリア・グラーツ市電204号）[18]
- 910形（元ポルトガル・リスボン市電）
- 貨1形

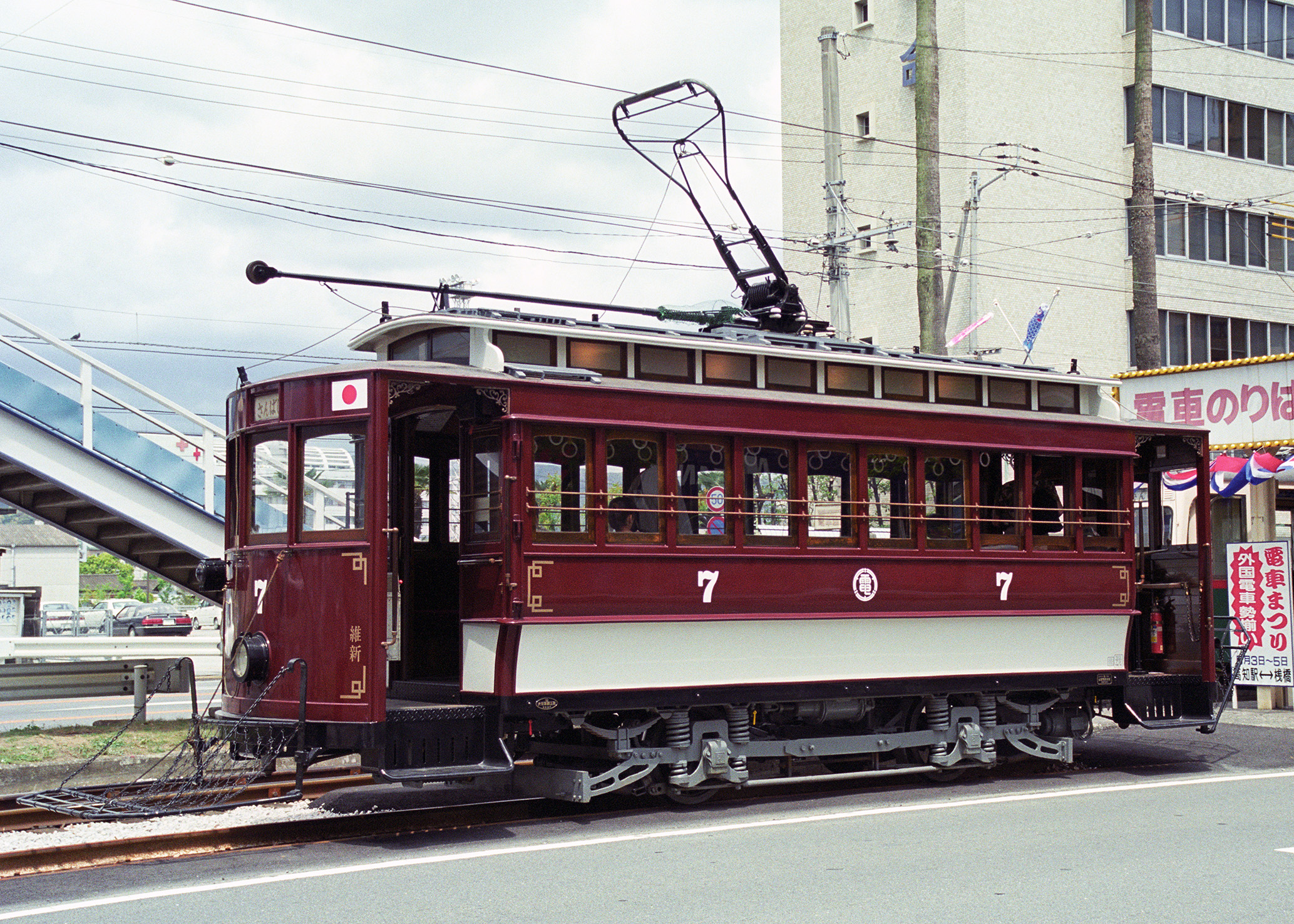
7形 維新号
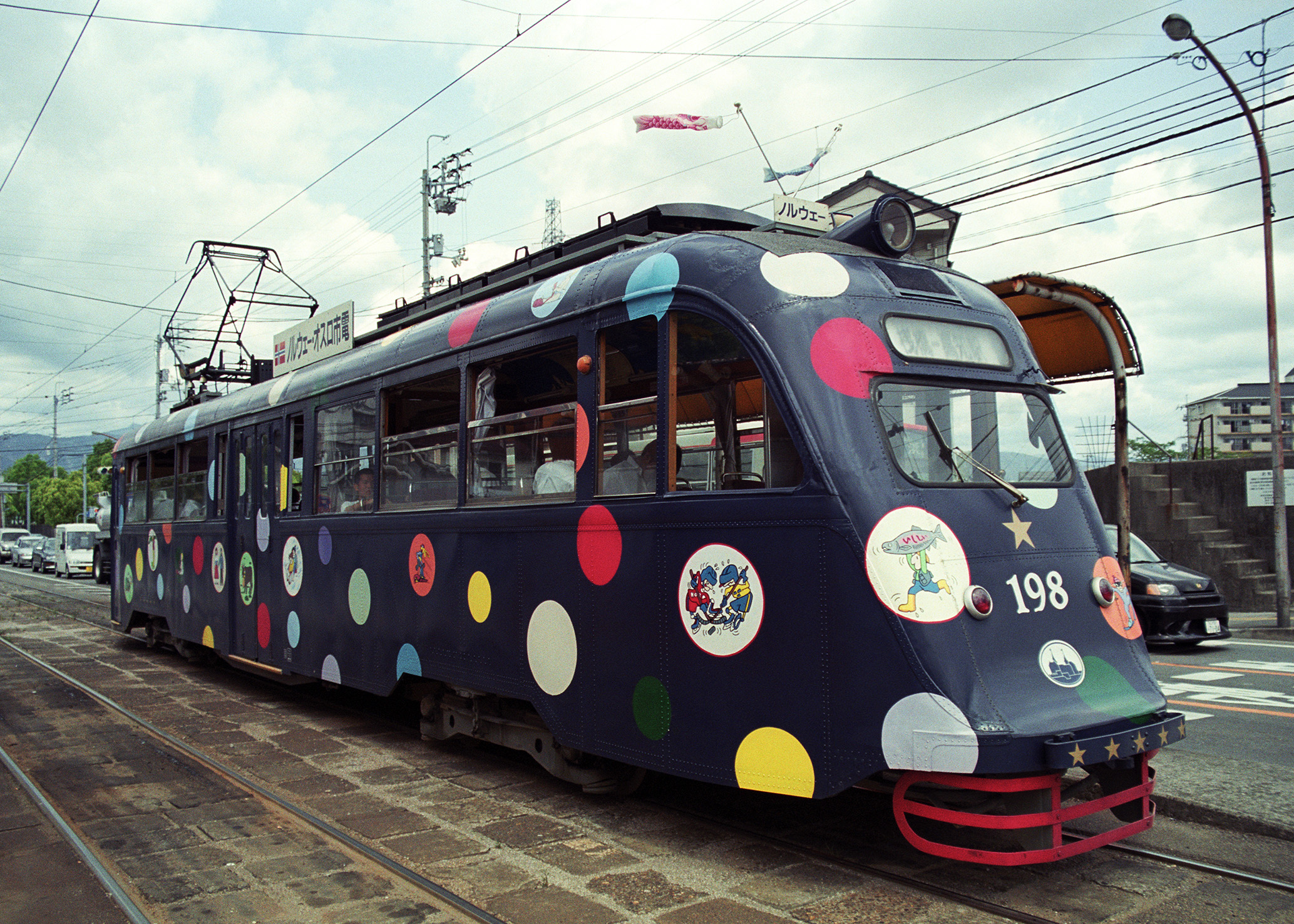
198形 元オスロ市電
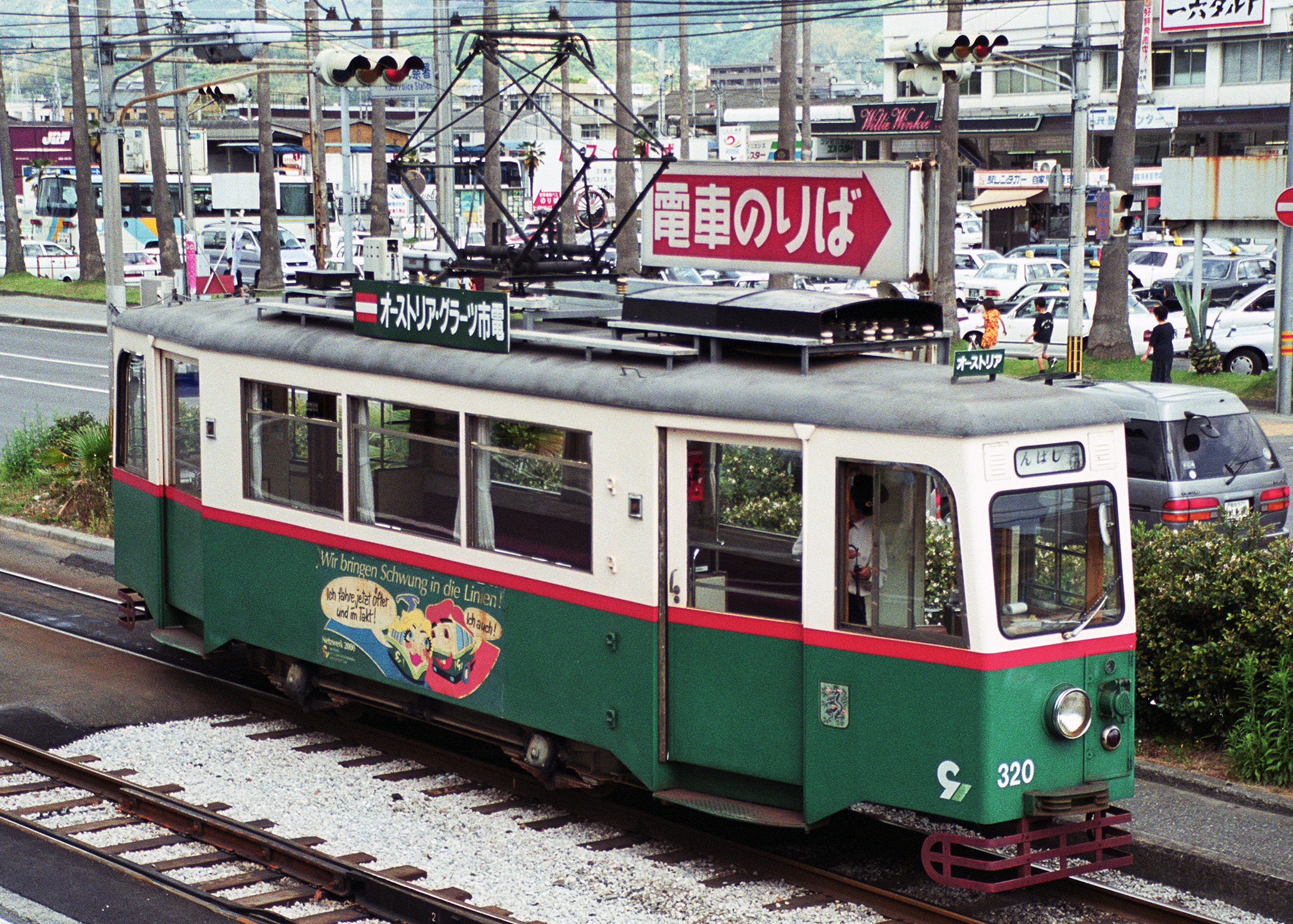
320形 元グラーツ市電

#### 過去の保有車両
以下の車両は土佐電気鉄道時代に運用を終了した。
- 軌道線
  - 1形
  - 旧7形
  - 100形（初代）
  - 100形（2代）
  - 140形
  - 150形
  - 300形（初代）
  - 300形（2代・元西鉄北方線323形） - 西鉄香椎花園内に静態保存中。
  - 500形 - 1両（501）
  - 533形（元ポルトガル・リスボン市電）[19] - 四国コカ・コーラボトリング小松第二工場（現コカ・コーラボトラーズジャパン小松工場）の敷地内に静態保存中。
  - 735形（元ドイツ・シュトゥットガルト市電GT4形714A・735A）（参考記事）[20] - 2014年に福井鉄道へ譲渡、F10形（愛称：レトラム）として使用中。
  - 以下の車両は導入予定で購入したものの、営業運転には就かないまま解体された。
    - オーストリア・ウィーン市電541号＋1606号2両連結車 （いわゆる親子電車、共に2軸単車[21]）
    - イタリア・ミラノ市電1612号「ピーターウィットカー」[22]
    - チェコ・プラハ市電6319号「タトラカー」[22]

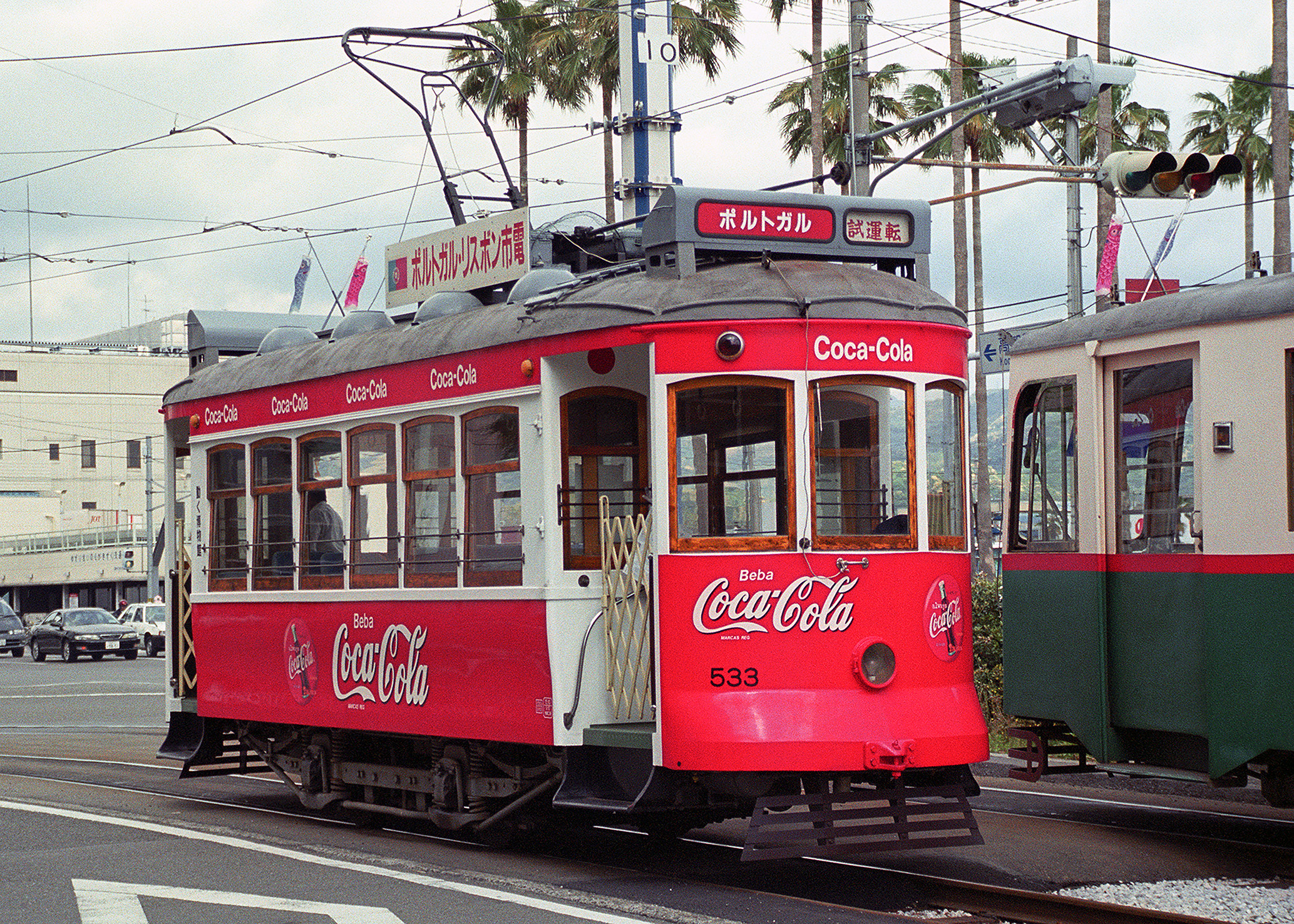
533形 元リスボン市電
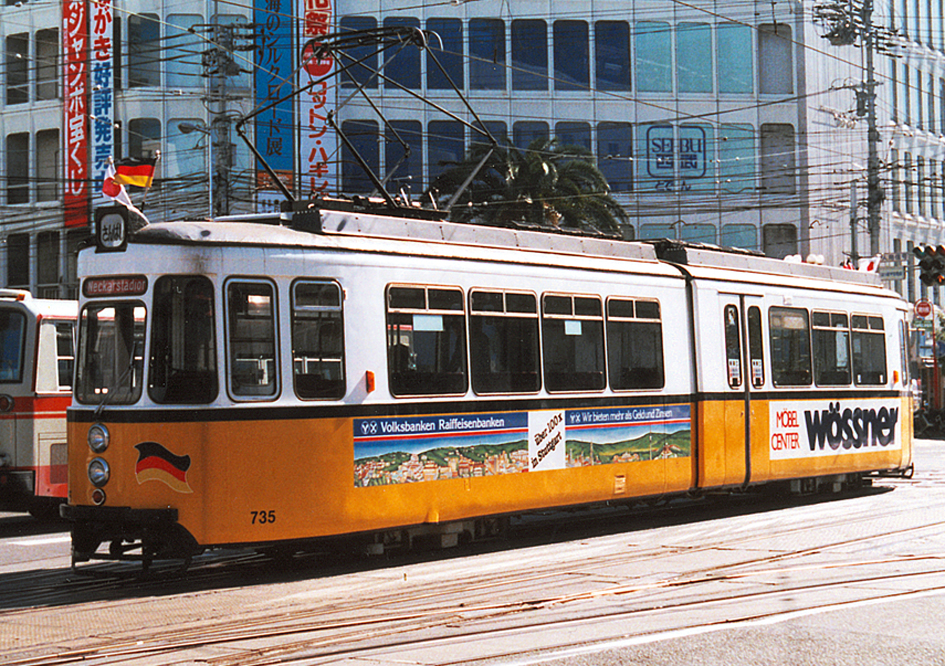
735形 元シュトゥットガルト市電

- 鉄道線
  - 蒸気機関車
    - 7100形（7104）
    - 1形（1 - 3）
    - 1800形（1801, 1803）
    - 800形（800）
    - 600形（608）
    - 280形（281）
    - 200形（201, 202）
    - 500形（500）
    - C12形（C12001）

  - 気動車
    - キハ6形（6 - 8）
    - キハ100形（101）
    - キハ200形（201）
    - キハ202形（202 - 205）
    - キハニ2000形 → サハ2000形 → クハニ2000形 → クハ2000形 → クハニ3500形（2000 - 2002 → 3501）
    - キハニ40700形 → サハ2100形 → クニ2100形（40701 → 2101）

  - 電気機関車
    - ED1形 → ED1000形（ED1 → ED1001）
    - ED2形 → ED2000形（ED2 → ED2001）

  - 電車
    - モハ1000形（1001 - 1008）
    - モハ5000形（5001 - 5008）
    - クハ3000形（3001, 3002）

  - 客車
    - 1924年開業時に国鉄より木製2軸客車8両の払下げを受けた。
    - ハ1-3　国鉄ハ2290-2292（旧関西鉄道）[23]1929年にハ1・2→ハニ3・4にハ3→ハ1（2代目）へ改造改番し、さらに1947年にハニ3をユニ3へ改造し1952年ワフ4へ再改造した。
    - ハ4　竣工届けでは明治29年天野工場製ハ2300となっているが各種データが一致せず、形態等からハ2389-2398（旧参宮鉄道）[24]が考えられる。1929年ハ1-3の改番時にハ2（2代目）となる。
    - ハ5・6　国鉄ハ2334-2335（旧関西鉄道）[25]1929年の改番時にハ3・4（2代目）となる。
    - ハニ1　国鉄ハニ3665（旧関西鉄道）[26]1930年ユニ1に改造。
    - ハニ2　国鉄ハニ3661（旧関西鉄道）[27]。
    - 1927年国鉄より木製2軸客車3両の払下げを受けた。
    - ハ7-9　国鉄ハ2213・2216・2212（旧西成鉄道）[28]1929年の改番時にハ5-7（2代目）となる。

### 運賃
2014年4月1日改定。小児は半額（10円未満は切り上げ）
- 高知市内均一運賃区間：200円
  - 後免線・伊野線：介良通 - はりまや橋 - 曙町東町
  - 桟橋線：高知駅前 - はりまや橋 - 桟橋通五丁目（全線）
    - 後免線：介良通 - 知寄町三丁目間、伊野線：旭駅前通 - 曙町東町間は120円
- 対キロ区間制区間：1区120円、2区220円、3区300円（高知市内均一運賃区間と跨る場合は1区300円、2区400円、3区-6区460円）
  - 後免線：後免町 - 介良通
  - 伊野線：曙町東町 - 伊野
    - 概ね3 km毎に運賃区界電停が設けられるが、高知市内均一運賃区間と跨る場合などに例外あり。

#### 乗り継ぎ・乗り換え
- 途中駅が終点の列車で、後続の列車に乗り継いで先へ向かう場合は、終点までの運賃を支払った上で、乗務員から乗継券の発行を受けると直通運賃と同額で済む。差額が発生する場合は乗り継いだ列車で支払う。
- 後免線・伊野線と桟橋線を乗り換える場合は、はりまや橋（デンテツターミナルビル前：後免線から）で運賃を支払った上で、乗務員から乗換券の発行を受けると直通運賃と同額で済む。差額が発生する場合は乗り換えた列車で支払うが、桟橋線へ乗り換える場合は差額発生は無い。
- ICカード「ですか」利用時は情報がカードに記録されるため、乗換券・乗継券を受け取る必要はない。

#### 運賃に関する特記事項
- 1999年から2005年まで、利用促進を目的に桟橋線で日中に限り運賃100円均一の実験を行った。
- 2007年には高知市内均一運賃を10円値上げする一方で、最大運賃を450円に値下げや高知市内均一運賃区間の拡大が行われている。それに伴い、並行するバスと比較して運賃が大幅に安くなる区間も出現した。
- 2008年4月6日から毎月第1日曜日を「電車全線100円の日」とし、現金に限り全線を一乗車100円で乗車できるサービスを実施している。当初、2009年3月までの予定だったが1年間延長された。
- 通勤・通学客の利便向上のため土佐くろしお鉄道ごめん・なはり線との間で連絡定期券を発売している。

## バス事業

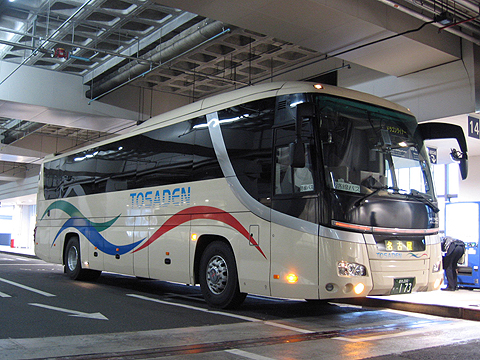
名古屋 - 高知間夜行高速バス「ドラゴンライナー」

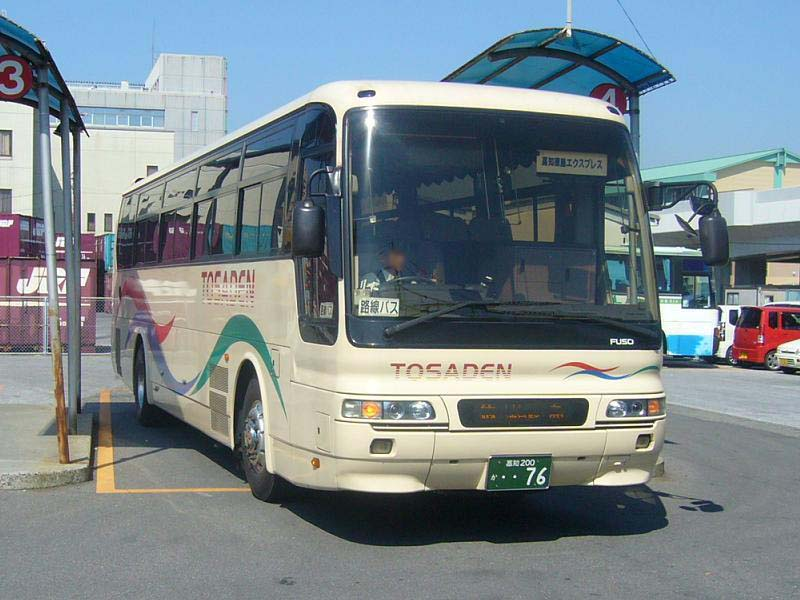
高知 - 徳島間高速バス「高知徳島エクスプレス」

### 高速路線
全便高知県交通との共同運行、その他の路線毎の共同運行会社は（括弧内）に記す。
- 高知 - 東京線（ブルーメッツ号）（小田急シティバス）
  - 東京都新宿区と高知県高知市を結ぶ。
  - 沿革
    - 1991年（平成3年）5月1日 - 運行開始。当初の東京側の運行会社だった小田急バスの入出庫を兼ねて吉祥寺まで運行されていた。
    - 2000年（平成12年）8月1日 - 東京側の運行会社だった小田急バスが小田急シティバスに路線移管、吉祥寺乗り入れ廃止。
    - 2008年（平成20年）12月1日 - 中央道経由から東名高速経由に変更し、学生割引を設定。
    - 2012年（平成24年）7月21日 - 御殿場JCT・三ケ日JCT間を新東名高速経由に変更。
    - 2014年（平成26年）10月1日 - 土佐電気鉄道と高知県交通の事業統合により、両社の担当便がとさでん交通に移管。
      - 移管以降の沿革については、とさでん交通#現行路線の項を参照のこと。

  - 使用車両
    - 車内が独立3列シートのエアロクィーンIを使用する。運行担当は原則東京側の小田急シティバスが隔日、高知側の高知県交通と土佐電気鉄道が原則4日毎に1号車を担当する。週末等多客期には2号車を運行する場合があり、2号車は予備車の運用状況によって運行会社が変動する。お盆、年末年始等の最ピーク期には更なる増便が実施され、専用車両ではない一般観光バス車両（4列シート・予備車の運用状況によって3社混成運行・概ね3号車以降）によって運行される場合がある（その際は運賃が若干割引される）。
- ドラゴンライナー 高知 - 名古屋線
- 高知 - 京都線（京阪バス）
  - 京都駅八条口（ホテル京阪前） - 高知駅。全席座席指定制。
  - 沿革
    - 2002年11月8日 - 京阪バス・高知県交通・土佐電気鉄道の3社により運行開始。
    - 2005年4月25日 - 名神大山崎、名神高槻停車
    - 2009年1月 - 京阪バスのみ3列シートで運行
- よさこい号 高知 - 大阪線（阪急バス）
- ハーバーライナー 高知 - 神戸線（神姫バス）
  - 2002年3月 - 運行開始
- 龍馬エクスプレス 高知 - 岡山線（JR四国バス・両備バス・下津井電鉄）
- 土佐エクスプレス 高知 - 広島線（広交観光）
- 高知徳島エクスプレス 高知 - 徳島線（JR四国バス・徳島バス）
  - 運行回数
    - 昼行便1日4往復。

  - 沿革
    - 2002年3月30日 - 運行開始。
    - 2009年12月1日 - 徳島市内に「鈴江」バス停を新設。
- 黒潮エクスプレス 高知 - 高松線（JR四国バス・四国高速バス）
- ホエールエクスプレス 高知 - 松山線（伊予鉄道）
- はりまや号 高知 - 福岡線

#### 予約・発券業務のみ
- オーシャンライナー 高知 - 福山線（中国バス運行）

### 一般路線

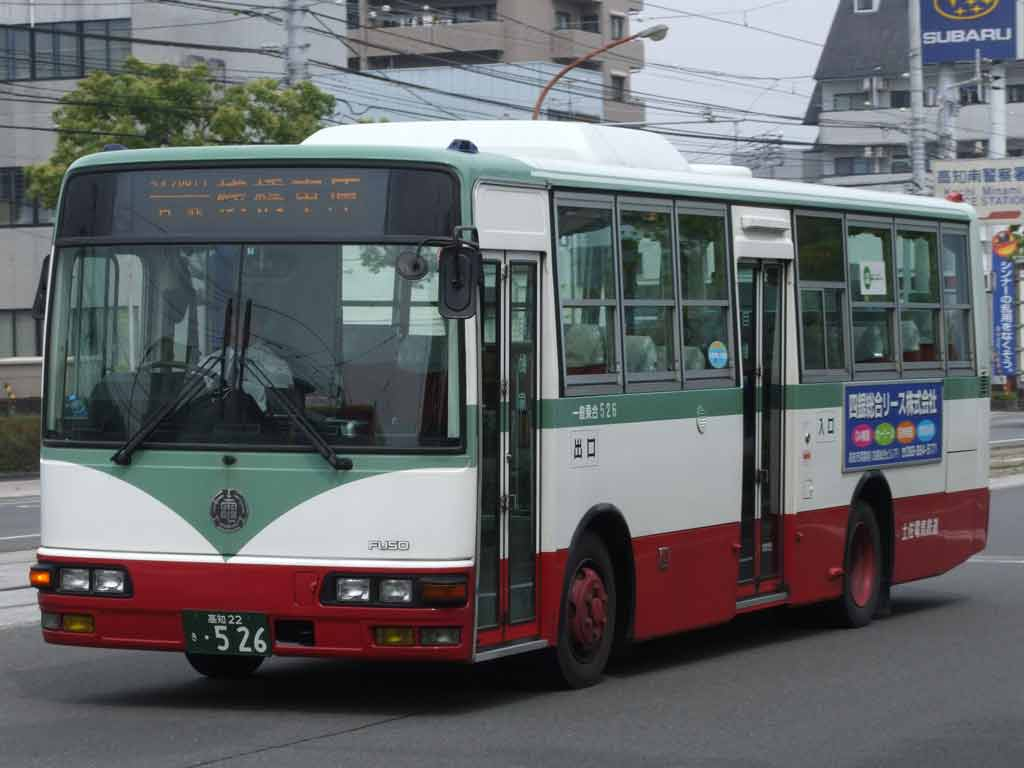
一般路線バス（三菱ふそう・エアロミディMK）

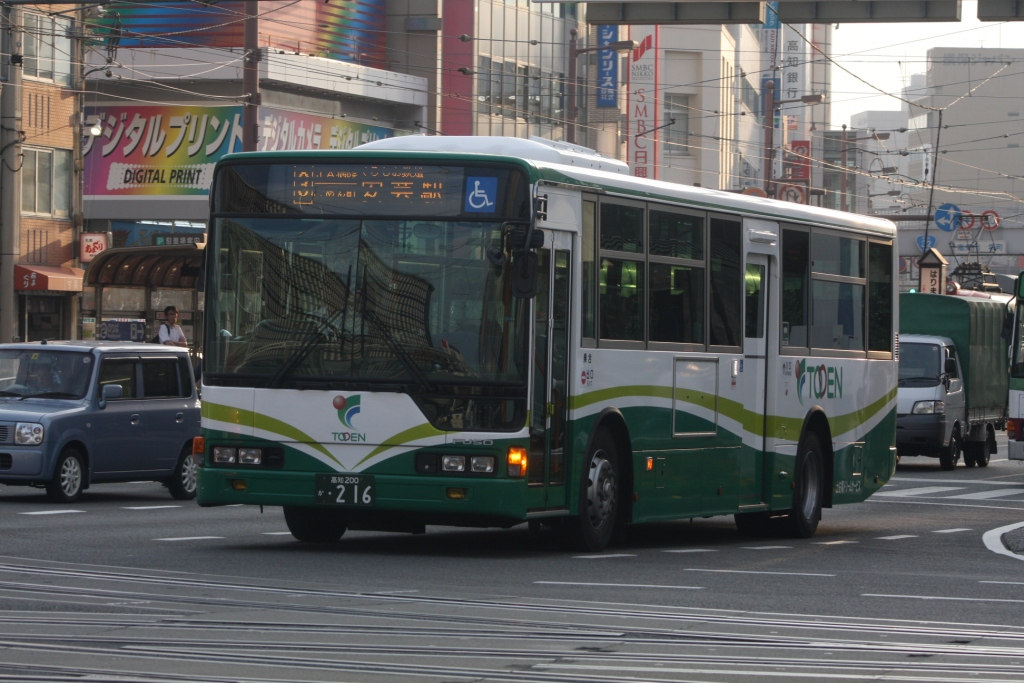
新塗装の一般路線バス（土佐電ドリームサービス所属車）

#### 現有路線
- 10・11系統（神母木・龍河洞線） 県庁前 - はりまや橋 - 南国バイパス - 本江田橋 - 中野団地 - 潮見台ターミナル -  JA高知病院 - 若宮八幡宮前 - 後免駅前 - 長岡駅前 - 山田駅  - 神母木龍河洞通 - 高知工科大学 - 龍河洞
- 20系統 （介良・潮見台線）桟橋車庫・イオンモール高知 - はりまや橋 - 高須 - 中野団地 - 潮見台三丁目第二
- 21系統 桟橋車庫・イオンモール高知・学芸高校 - はりまや橋 - 南国バイパス - 中野団地 - 潮見台三丁目第二
- 22系統 桟橋車庫 → はりまや橋 → 南国バイパス → 団地西通 → 潮見台三丁目第二
- 25系統 （前浜・パークタウン線）イオンモール高知 - はりまや橋 - 青柳橋西詰 - 南吸江 - 十市パークタウン - 稲生 - 里改田 - 前浜車庫
- 32系統 （種崎線）学芸高校・桟橋車庫・県庁前・イオンモール高知 - はりまや橋 - 知寄町二丁目 - 中央市場前 - 十津 - 種崎
- 33系統 桟橋車庫 → はりまや橋 → 知寄町二丁目 → 中央市場前 → 木材団地 → 種崎
- 50系統 （伊野・岩目地線）北秦泉寺廻し場 - イオンモール高知 - 高知駅 - はりまや橋 - 朝倉 - 伊野 - 岩目地
- 53系統 （学芸高校線）桟橋車庫・種崎・潮見台三丁目第二 - はりまや橋 - 朝倉駅前 - 学芸高校
- 80系統 桟橋車庫・種崎 - はりまや橋 - 中秦泉寺 - イオンモール高知 - 宝永町 - はりまや橋- 桟橋車庫・県庁前
- 81系統 桟橋車庫 - はりまや橋 - 宝永町 - イオンモール高知 - 中秦泉寺 - 南はりまや橋 - 桟橋車庫
- 桟橋車庫 - はりまや橋 - 県庁前

#### 廃止路線
※[]囲みの数字は、1993年に導入された路線番号。
- [1]新屋敷線（はりまや橋→上町二丁目→新屋敷→小津高校前→愛宕一丁目→帯屋町→南はりまや橋→桟橋車庫）
- [11]高知駅 - 県庁 - 新屋敷線（高知駅→堀詰通→県庁→円満橋→城西中学校前→新屋敷→愛宕→北本町一丁目→高知駅前→はりまや橋→桟橋車庫）
- [51]室戸岬・甲浦線（高知駅 - はりまや橋 - 南国バイパス - 野市 - 安芸 - 井ノ口通 - 奈半利 - 室戸 - 室戸岬 - 野根 - 甲浦岸壁 - 甲浦車庫）
- 越知線（ - 加茂 - 下山 - 越知）
- 大栃線（県庁前 - はりまや橋 - 電車軌道 - 後免駅前 - へんろ石 - 山田駅 - 神母木 - 美良布 - 土佐高尾 - 大栃）
- 高尾線
- 明改線
- 久礼野線（前浜車庫・桟橋車庫 - 愛宕 - 正蓮寺 - 小坂峠 - 久礼野）
- 西川線（桟橋車庫・県庁前 - はりまや橋 - 南国バイパス - JA高知病院 - 後免町 - 野市龍河洞通 - みどり野団地 - 山北 - 中西川 - 高畔）※JA高知病院を起終点とする系統は山南・役場前経由で運行。
- 西川・岸本線（高畔 - 中西川 - 富家通 - 役場前 - 岸本）
- 東川線
- [72]行川線（はりまや橋 - 朝倉 - 踏切 - 米田 - 宗安寺 - 行川）
- 野市・龍河洞線（JA高知病院 - 後免町 - 野市龍河洞通 - 龍河洞）
- [60]介良・後免線（桟橋車庫・県庁前 - はりまや橋 - 高須 - 中野団地 - 住吉野 - 竹中 - 後免町）
- [64]岩屋線（県庁前・桟橋車庫 - 南国バイパス - 古川 - 本江田橋 - 横堀団地 - 岩屋）
- 白木谷線（後免町 - 大津領石通 - 笠ノ川 - 白木谷）
- 新改線（県庁前・桟橋車庫 - 知寄町二丁目 - 大津バイパス - 笠ノ川 - 領石 - 南国オフィスパーク - 新改）
- 若宮線（山田百石車庫 - 山田駅 - 山田西町 - 新改 - 若宮）
- 竹林寺線（高知駅 → はりまや橋 → 知寄町二丁目 → 青柳橋西詰 → 竹林寺 → 牧野植物園前 → 竹林寺 → 南吸江 → はりまや橋 → 高知駅）
- 学芸高校線（横町経由・朝倉新道経由）
- 蒔絵台線（県庁前 - 南はりまや橋 - 六泉寺トンネル - 蒔絵台 - 六泉寺トンネル - 桟橋車庫）
- 桜ヶ丘団地線（県庁前・桟橋車庫 - はりまや橋 - 高知駅前 - 日赤前 - 中秦泉寺 - 北秦泉寺 - 桜ヶ丘団地）
- [10]東秦泉寺線（桟橋車庫 - はりまや橋 - 帯屋町 - 中秦泉寺 - 東秦泉寺 - 農協前）
- 浦戸循環線（高知駅 - はりまや橋 - 知寄町二丁目 - 中央市場前 - 十津 - 浦戸大橋 - 花海道 - 長浜出張所 - 瀬戸 - 横浜 - 桟橋通五丁目 - はりまや橋 - 高知駅）※高知県交通と共同運行
- 桟橋 - 旭駅 - 岸壁 - 県庁線（桟橋車庫 → 鏡川大橋 → はりまや橋 → 旭駅、旭駅 → はりまや橋 → 桟橋通五丁目 → 岸壁 → 九反田 → はりまや橋 → 電話局前 → 県庁前）
- [63]東高校線（桟橋車庫・県庁前 - はりまや橋 - 知寄町二丁目 - 卸商団地前 - サンピア前 - ぢばさんセンター - 東高校）
- 千屋崎線（桟橋車庫 - はりまや橋 - 南吸江通 - 稲生 - 千屋崎 - 竹中 - 後免町）
- 県庁前 - 天神橋 - 桟橋車庫
- 岸壁 → 桟橋車庫
- 旭駅通 → はりまや橋 → 桟橋車庫
- 桟橋車庫 → 鏡川大橋 → はりまや橋 → 鏡川橋 → 朝倉（大学前）
- 万々線（吉田町経由・県庁経由）
- 戸板島線（後免町 - 野市龍河洞通 - 大日寺 - 戸板島 - 山田駅 - 山田百石車庫）
- [77]立田・山田線（後免町 - 立田山田通 - 神通寺 - 山田駅 - 山田百石車庫）
- [80]空港 - 種崎線（高知空港 - 久枝通 - 黒潮ライン - 火除通 - 窪一 - 千松公園入口 - 種崎）

### 車両

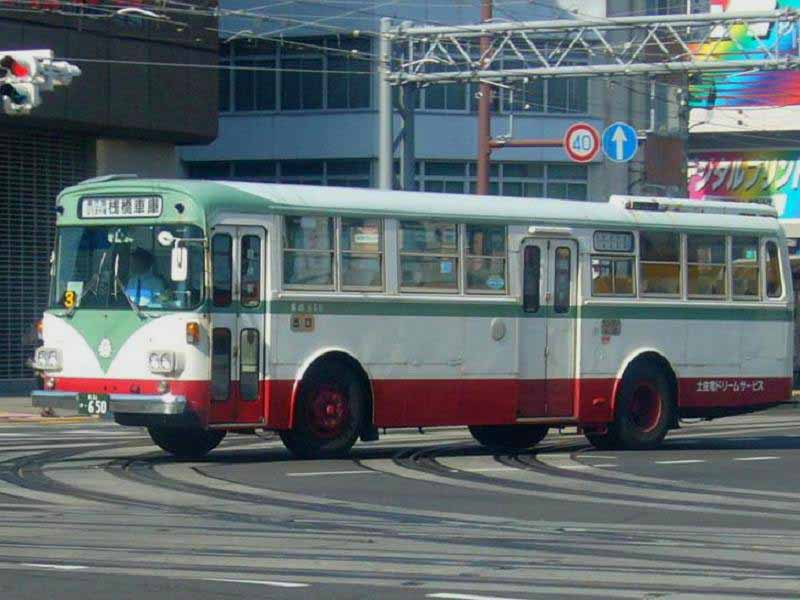
モノコック車両の例・土佐電ドリームサービス所属車（日野・RC）

高速路線に使用されている車両は、ほとんどが日野車であるが三菱車も存在している。車番はナンバープレートの一連指定番号をそのまま使用している。
一般路線に使用されている車両は、日野車と三菱車が半々程度存在している。いすゞ車は1976年以降皆無だったが、2001年に岩手県交通からボンネットバスの廃車を購入して復元（2001号、土佐電ドリームサービス籍）したものが、2009年5月に個人に売却されるまで1台存在していた。路線車のライフサイクルは25年 - 30年程度と非常に長く、2006年頃までモノコックバスが多数残存していた。しかし経年劣化はいかんともしがたく、2011年3月にモノコック車は全廃となり、スケルトンタイプの経年車も廃車が進んでいる。
近年はこうした経年車の置き換えを進めるため、子会社の土佐電ドリームサービスとともに京阪バスや阪急バスなどからの譲渡車を導入し、現在も増備されている。
なお、モノコック車の中には方向幕がLED式に改造されているものも存在するが、行先表示が幕式だったとき系統廃止になっても幕の交換をあまりせず系統追加の場合もそのまま継ぎ足していたためコマ数が100を超える車両がほとんどだった（最大187コマ）。そのことと系統が複雑なせいか上りのバスは幕の巻取りに時間が掛かるため、単に「はりまや橋」、「はりまや橋・桟橋車庫」、「桟橋車庫」、「県庁前」の表示を見かけることが多かった。また市内路線専用で整理券器、運賃表示機を装備しない単区間仕様の車両もあった。
路線車と貸切車の車体の塗装はそれまで「銀バス」と呼ばれた銀色一色から昭和20年代末に一畑電気鉄道（現在の一畑バス）の塗り分けを参考にし白地に屋根と中央部のラインが緑、下部をあずき色に決めた。現在でもある貸切車の「尾長鳥」のエンブレムは1955年に採用された。路線車は現在の塗装になったのは1966年新屋敷線がワンマン運転を開始した際に採用され、順次他路線がワンマン化されるのに伴い変更された。貸切車と区別するため中央部のラインが青でそのライン上に「土佐電気鉄道」の社名表示があり、そのため年配者から「青バス」の愛称で親しまれている。1980年代後半に青から現在の緑に変更し、社名表示も後下部に変更となった。2010年7月から路線用の22号車が白をベースに緑と黄緑のラインが入った新塗装となった。

### 運賃
バスについては高知市内均一区間を除いて初乗り130円（小児70円）円の対キロ区間制で、ICカード「ですか」採用後は基本的に全路線で整理券が発行される。高知市内均一区間は200円（小児100円）である（2014年4月1日改定）。
- 高知市内均一運賃区間
  - はりまや橋を中心に知寄町三丁目、青柳橋西詰、北秦泉寺廻し場、桟橋通五丁目（桟橋車庫）、旭駅前通の各相互間

## その他の事業
- 自動車整備事業
- 航空代理事業（全日本空輸高知地区総代理店）
- 物品販売事業
- 土地建物賃貸業
- 広告事業
- 旅行業（2008年に土佐電トラベルサービス社を合併。なお店舗名は従来通り）

## 関連企業
- 有限会社あおやぎ総合保険（高知市で保険代理店を運営）
- 株式会社ですか（議決権割合で60%を出資、ICカード「ですか」に関連する業務を運営）
- 土佐グリーンパワー株式会社（出光興産などとの合弁会社で、議決権割合で25%を出資[31][32]。高知市で未利用材を利用した木質バイオマス発電所を運営する予定（現在建設中））
- 株式会社トサデン商事（高知市でドコモショップ高知東店を運営）
- 土佐電ドリームサービス株式会社
- 株式会社土佐電ビルサービス（はりまや橋観光バスターミナルの指定管理者）
- 有限会社土電企業社
- 土電ハイヤー株式会社（かつては子会社で、売却により資本関係はなくなったが現在も関係性が強い）
- 不二観光バス株式会社（かつて大阪府門真市に本社を置いていた貸切バス事業者。ミツワグループ傘下のアクロス観光バスに事業譲渡。後に再度事業譲渡により東京バスグループ入りし、社名をアクロス大阪バスに改めた）

（50音順）

## その他
- 後免線の一条橋 - 清和学園前間は最も駅間の短い区間として2006年のフジテレビ系FNS26時間テレビにて紹介された。一方で、デンテツターミナルビル前 - はりまや橋間の方が短いともいわれている（営業キロはどちらも0.1km）。
- 映画『鬼龍院花子の生涯』にストライキ中の土佐電鉄が登場する。
- 2006年から毎年5月3日の憲法記念日の前後数か月間にわたり、市民団体「平和憲法ネットワーク高知」など数団体が費用を負担し、憲法9条と憲法25条の遵守を呼びかける文言を表示した広告電車を1両運行した。2013年にはこれに加え、「高知憲法会議」など別の数団体の費用負担により、同様の趣旨の広告電車をもう1両運行したが、2014年は「『憲法を守ろう』という広告は意見広告ではないのか、との抗議が電話やメールで数件ずつ寄せられた。この電車を批判するブログが見つかった」として、運行は中止となった。市民団体や有識者は同社の動きに反発し、運行再開を求めている[33]。